# Зубна чашица
Зубна чашица, зубна јамица или алвеола представља удубљење у коштаном наставку горње и доње вилице у којој је смештен зуб. Највећи део вилица је изграђен од мекше кости. У њој су усађене алвеоле, које су направљене од нешто компактније (тврђе) кости. Ово је важно јер су периодонтална влакна разапета између алвеоле и цемента зуба и без неопходне чврстине зидова зубне чашице функција ових влакана не би била могућа.
Појединачне алвеоле су међусобно подељене међузубним преградама (лат. septa interalveolaria). Код предњих зуба чашице су спљоштене у правцу напред назад и имају левкаст облик, док су код бочних зуба оне приближно четвртасте. Код вишекорених зуба присутне су и преграде (лат. septa interradicularia) које раздвајају коренове.